# Kalina koralowa

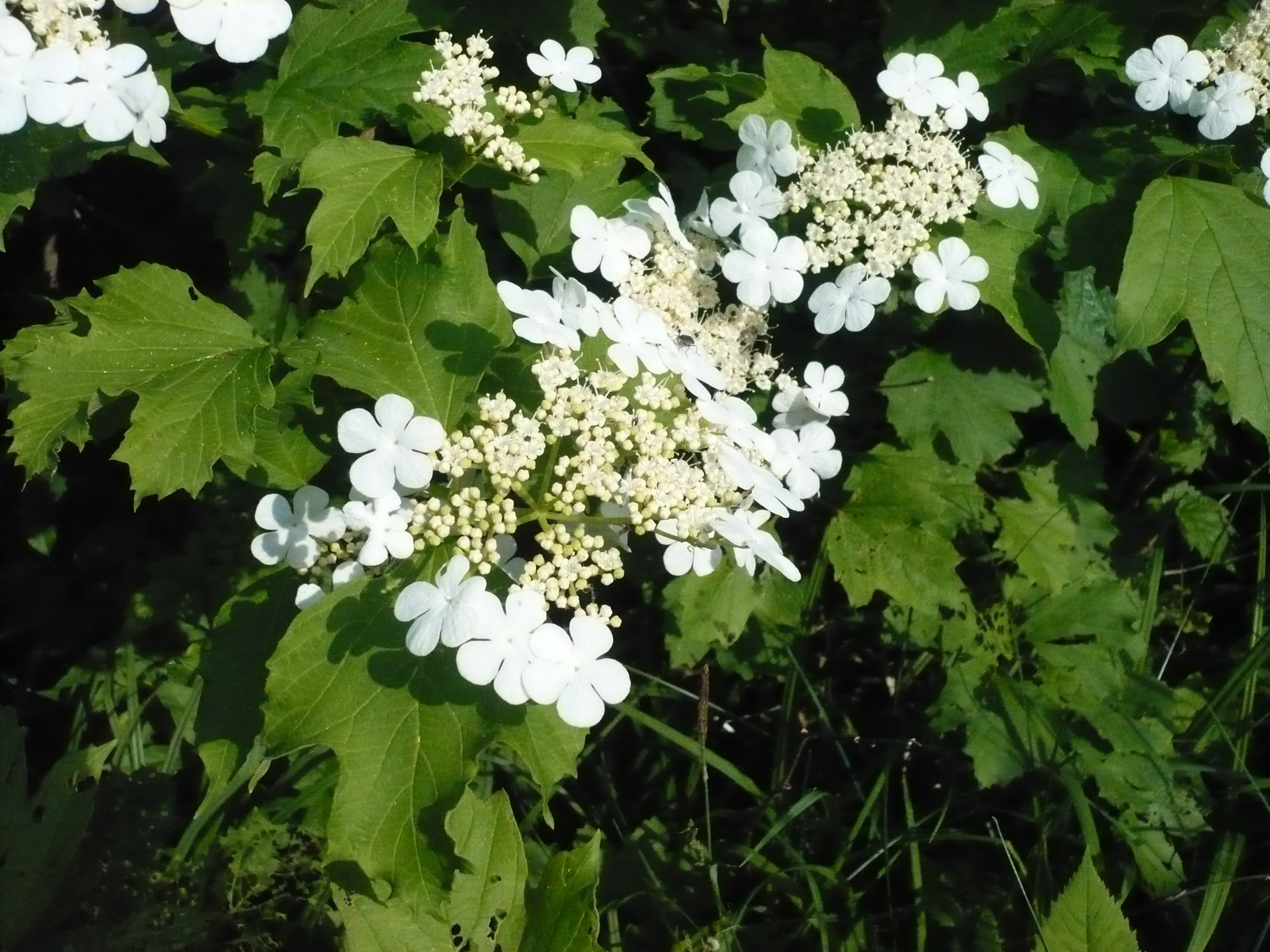
Roślina kwitnąca

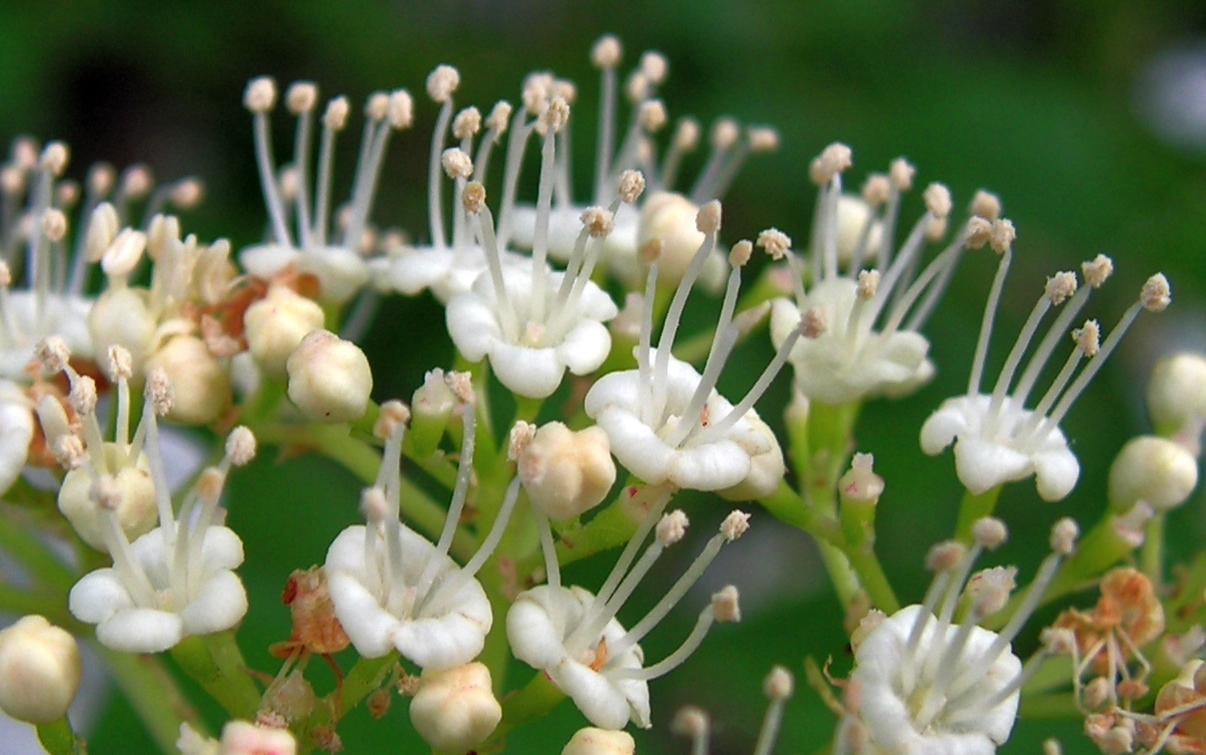
Kwiaty płodne

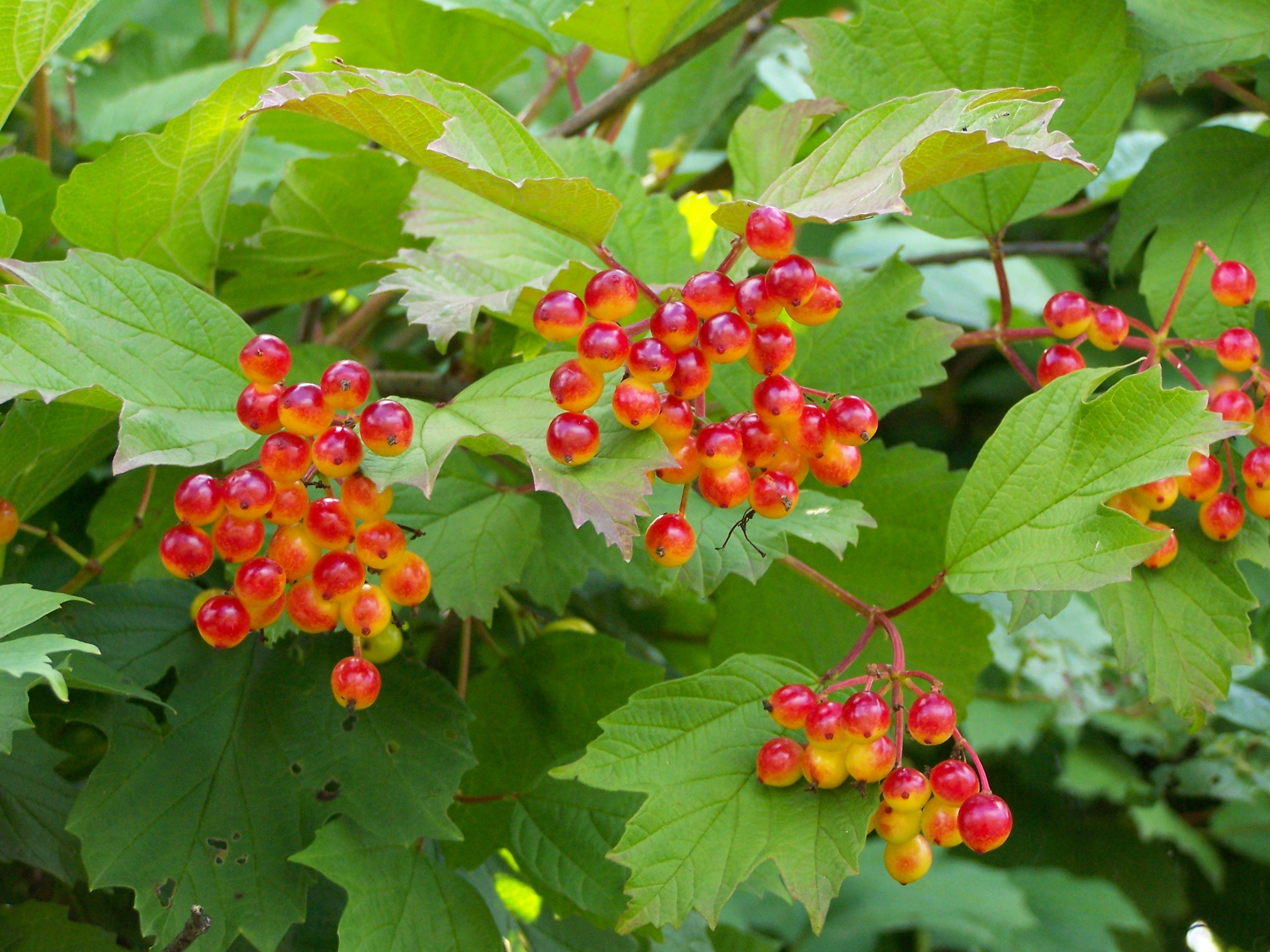
Dojrzewające owoce

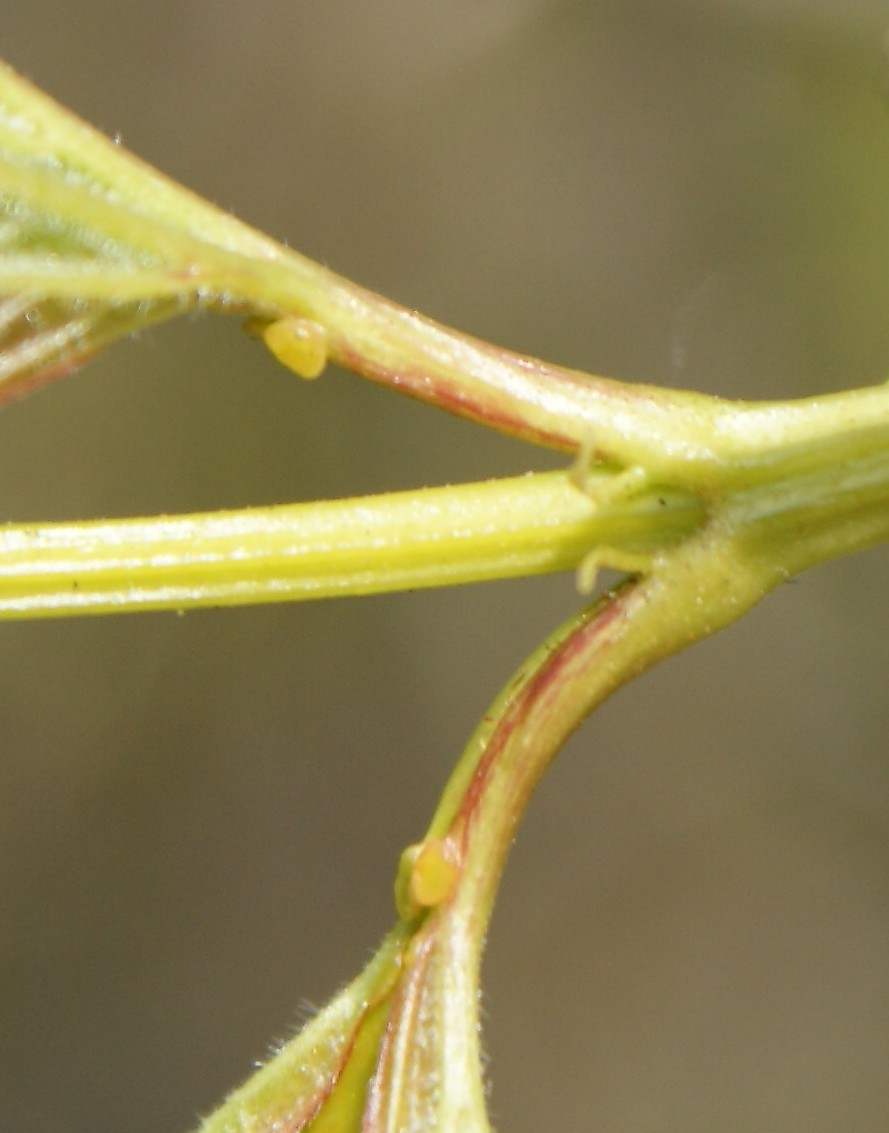
Nitkowate i miseczkowate miodniki na ogonku liściowym

Kalina koralowa (Viburnum opulus L.) – gatunek krzewu należący do rodziny piżmaczkowatych (Adoxaceae), czasem zaliczany do monotypowej rodziny kalinowatych (Viburnaceae), dawniej także do przewiertniowatych (Caprifoliaceae).
Występuje w Europie i środkowo-zachodniej Azji, a odmiany geograficzne rosną także na Dalekim Wschodzie i w Ameryce Północnej. W Polsce kalina koralowa jest pospolita na terenie całego kraju z wyjątkiem Tatr.
Jest rośliną leczniczą stosowaną głównie w leczeniu chorób kobiecych, związanych z problemami zdrowotnymi i bolesnościami w czasie ciąży i menstruacji. Owoce są jadalne, choć surowe są w dużych ilościach szkodliwe dla dzieci i na ogół nie są cenione ze względów smakowych. W krajach byłego Związku Radzieckiego uprawia się jednak odmiany o owocach pozbawionych goryczy i tam mają one większe znaczenie spożywcze. Ze względu na efektowne kwiatostany, długo utrzymujące się owoce oraz intensywne przebarwianie jesienne liści – kalina jest cenioną rośliną ozdobną.
W tradycjach wielu narodów słowiańskich odgrywa istotną rolę: jest częstym motywem pieśni ludowych, przewija się w tradycjach związanych z weselami i pogrzebami, symbolizując młodość i niewinność.

## Zasięg geograficzny
Odmiana typowa (var. opulus) występuje w przeważającej części Europy z wyjątkiem północnych krańców Półwyspu Skandynawskiego oraz południowych krańców Półwyspu Iberyjskiego, Apenińskiego i Bałkańskiego. W kierunku wschodnim zasięg obejmuje rozległy obszar sięgający Syberii z izolowanymi obszarami występowania w rejonie gór Azji Środkowej oraz Kaukazu. Rozproszone stanowiska ma w Azji Mniejszej. W Polsce gatunek ten jest pospolity z wyjątkiem wyższych partii gór.
Odmiany opisywane często jako odrębne gatunki zastępcze rosną w Azji Wschodniej i Ameryce Północnej. V. opulus var. sargentii (kalina Sargenta) występuje na Sachalinie, Wyspach Japońskich, na Półwyspie Koreańskim, w dorzeczu Amuru oraz we wschodniej części Chin. Odmiana amerykańska (kalina amerykańska) V. opulus var. americanum zasięgiem swym obejmuje rejon Wielkich Jezior oraz tereny na wschód od nich do wybrzeży Atlantyku z pojedynczymi stanowiskami sięgającymi Nowej Fundlandii. W kierunku zachodnim zwężające się pasmo obszaru występowania biegnie wzdłuż pogranicza Stanów Zjednoczonych i Kanady z pojedynczymi stanowiskami na zachodnim wybrzeżu w rejonie Vancouver.
W Kanadzie odmiana euroazjatycka notowana jest jako gatunek inwazyjny.

## Morfologia
PokrójKrzew o wysokości do 4 m (4,5 m) i szerokości ok. 2 m (u dołu krzew wąski). Wyjątkowo w korzystnych warunkach osiągać może nawet do 6–7 m wysokości. Korona luźna, niesymetryczna, tworzona przez giętkie pędy o wzroście pseudodichotomicznym.
ŁodygaKora szara (zwłaszcza zimą jasna) pokryta licznymi szarymi, kolistymi przetchlinkami, podłużnie spękana (kreskowana). Młode gałązki sześciokanciaste, kruche, krótkoowłosione, połyskujące, czerwonobrunatne. Mają długie międzywęźla, często esowato wygięte, bez zgrubień w węzłach. Rdzeń drewna jasny, szeroki, sześciokątny, samo drewno zielonkawe. Pąki nakrzyżległe, czerwonobrunatne, pod spodem zielonawe, nieco lepkie, okryte dwiema dużymi łuskami i osadzone na krótkich trzonkach. Zróżnicowane są na buławkowate, większe i tępo zakończone pąki kwiatowe oraz spłaszczone od strony pędu, przylegające i ostro zakończone pąki liściowe. Pąka szczytowego często brak. Blizna liściowa z trzema śladami wiązek przewodzących.
KorzenieKorzeń palowy długi z bardzo licznymi korzeniami bocznymi, tworzącymi płaski system korzeniowy, silnie rozwinięty, z licznymi odrostami.
LiścieNaprzeciwległe, o długości do 7–10 cm i szerokości do 8 cm, na młodych, silnie rosnących pędach mogą być większe, do 12 cm długości. Ogonek liściowy krótki (2–3 cm), z wierzchu rynienkowaty. U jego nasady znajdują się drobne, nitkowate, 2–6-sieczne i szybko odpadające przylistki. Blaszka liściowa jest szerokojajowata, tępo klapowana (z trzema, rzadziej pięcioma klapami), na brzegu grubo i nieregularnie piłkowana, u nasady słabo sercowata lub ucięta. Z wierzchu naga i ciemnozielona, pod spodem jaśniejsza, delikatnie owłosiona gwiazdkowatymi włoskami. Na ogonkach liściowych znajdują się pozakwiatowe miodniki. U nasady ogonka umieszczone są one na nitkowatych wyrostkach, a bliżej blaszki liściowej wykształcają się w formie 2–4 gruczołków miseczkowatych, siedzących i zielonych. Liście rozwijają się równocześnie z kwiatami, jesienią przebarwiają się na kolor szkarłatnopurpurowy.
KwiatyNiewielkie, białe (czasem nieco czerwonawo nabiegłe), zebrane na szczytach gałązek w płaskie do kulistawych baldachogrona o średnicy od 5 do 10 cm. Wszystkie kwiaty są 5-płatkowe; brzeżne są większe (15–25 mm), z nierównej wielkości płatkami, płaskie i płonne (pozbawione są pręcików i słupków) – pełnią funkcję powabni. Kwiaty środkowe mają dzwonkowaty kształt i są mniejsze (4–5 mm średnicy), obupłciowe. Kielich niepozorny, z bardzo krótkimi (0,3 mm długości), jajowatymi i zaostrzonymi ząbkami. Korona z krótką rurką i 5 łatkami, na końcach tępymi i nieco podwijającymi się. Pręcików jest 5, są zrośnięte z rurką korony i wystają ponad nią (białe nitki pręcików mają ok. 5 mm długości). Pylniki białe, otwierają się po wewnętrznej stronie. Słupek z zalążnią dolną, o wysokości 2 mm. Wskutek zaniku dwóch komór słupek jest jednokomorowy i jednonasienny. Szyjka słupka krótka, zakończoną trójdzielnym znamieniem.
OwocSzkarłatnoczerwony, lśniący, kulistego kształtu pestkowiec o średnicy 8–10 mm, na szczycie z pozostałościami słupka i kielicha. W żółtawym miąższu znajduje się jedna, okrągła i spłaszczona pestka, o czerwonej barwie, średnicy 6–8 mm i wadze 10–12 mg. Masa 1000 nasion wynosi 33 g. Dojrzałe owoce zwisają na szypułkach.

## Biologia

### Rozwój

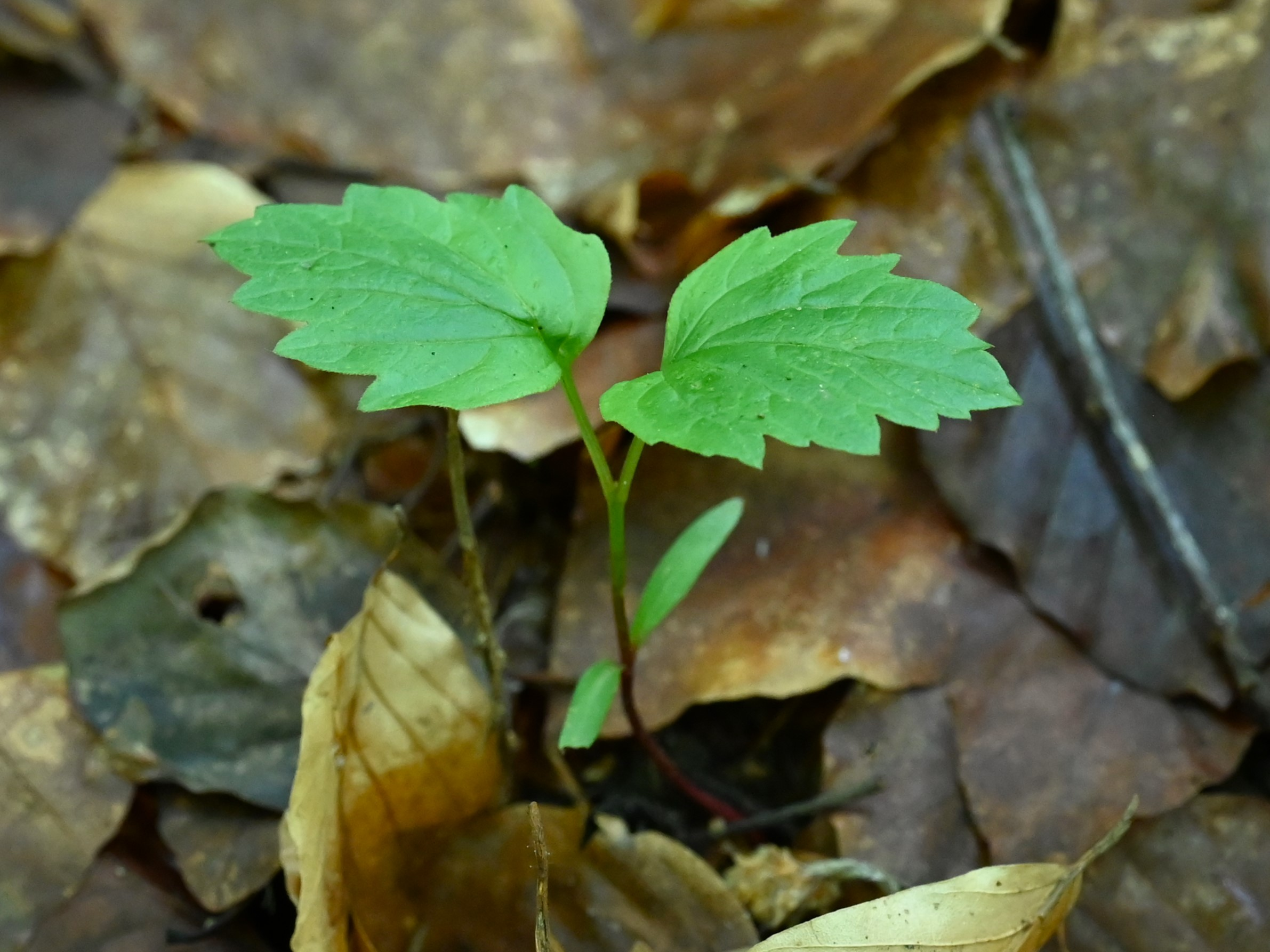
Siewka kaliny koralowej.

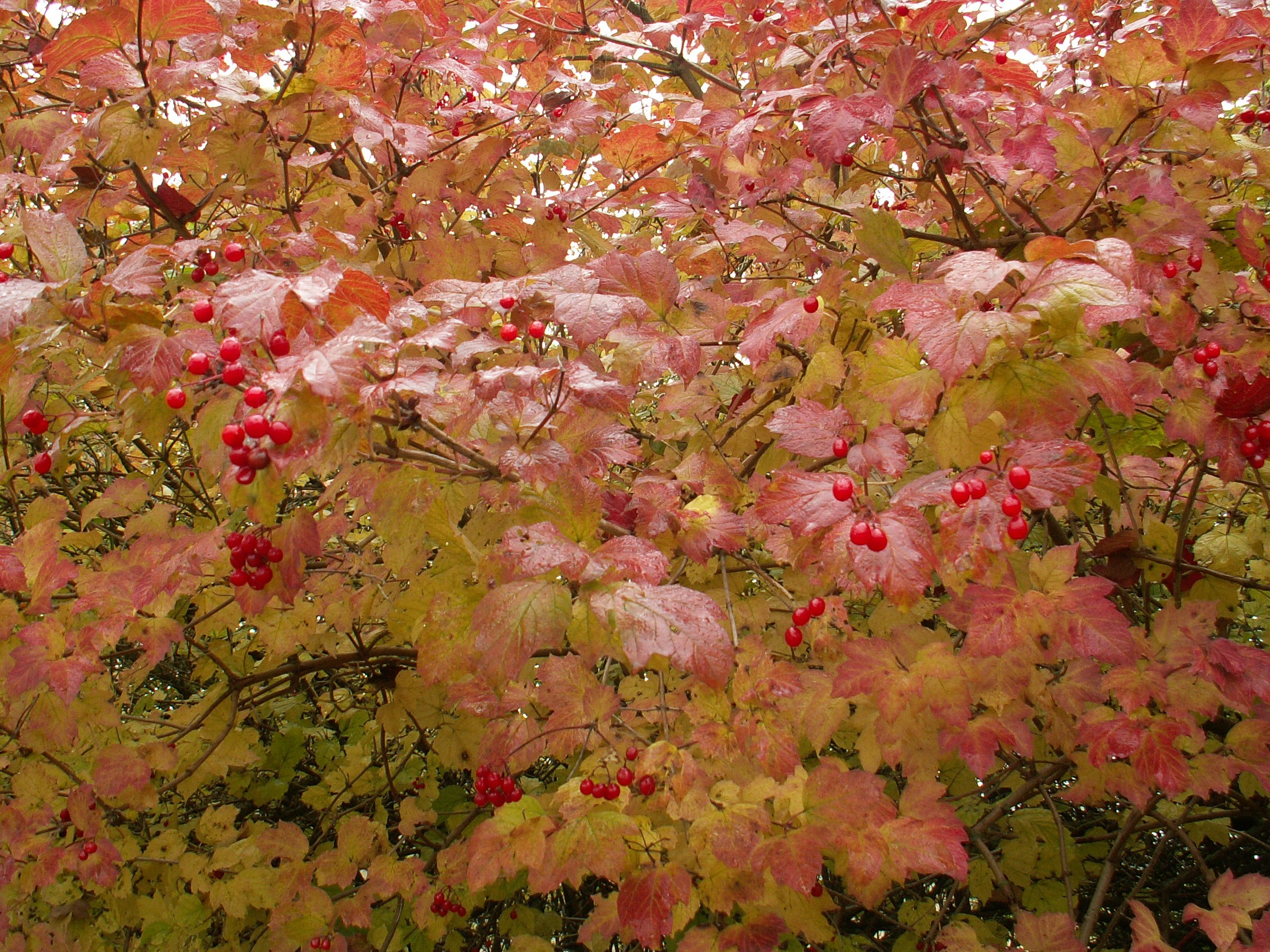
Liście w barwach jesiennych

Roślina wieloletnia, nanofanerofit. Rozmnaża się zarówno płciowo, jak i wegetatywnie, przy czym szczególnie łatwo tworzy odrosty korzeniowe. Wymaga zapylenia krzyżowego. Nasiona w naturze (bez stratyfikacji) kiełkują latem następnego roku po zawiązaniu, jednak wschody pojawiają się dopiero na drugą wiosnę. Siewka ma dwa liścienie wyrastające na nagim i purpurowym hipokotylu długości do 3 cm. Są one niemal siedzące (ogonek osiąga do 1 mm długości), a ich blaszka osiąga do 1,5 cm długości i 0,4 cm szerokości. Ma ona kształt wąsko eliptyczny do lancetowatego, wierzchołek jest tępo zaostrzony, nasada klinowata. Blaszka liścieni jest naga, z dołu nieco jaśniejsza, z trzema prawie równoległymi wiązkami przewodzącymi biegnącymi na całej długości. Łodyżka nadliścieniowa (epikotyl) osiąga do 2 cm długości i jest czworokątna. Pierwsze liście są naprzeciwległe, osadzone na ogonkach do 1 cm długości, o blaszce szerokojajowatej osiągającej do 2,5 cm długości. Przy wierzchołku blaszka jest grubo i tępo piłkowana (2–5 par ząbków). Jest naga i tylko na brzegu krótko orzęsiona, zielona (od spodu jaśniejsza). W ciągu roku od rozpoczęcia wschodów młode siewki osiągają około 10–15 cm wysokości.
Krzew rośnie szybko, roczne przyrosty długości pędów wynoszą 30–40 cm. Po 5 latach krzew osiąga ok. 1,5 m wysokości i tyleż szerokości. Po 10 latach osiąga ok. 3×3 m, a po 20 osiąga wymiary maksymalne.
Liście rozwijają się w końcu kwietnia. Kwitnienie trwa od maja do lipca i kwiaty w tym czasie zapylane są przez muchówki, wabione efektownymi kwiatostanami i raczej nieprzyjemnym zapachem wydzielanym przez kwiaty. Owoce dojrzewają w sierpniu i wrześniu, po czym pozostają przez kilka miesięcy na krzewach. Zachowują się tak długo, ponieważ z powodu wysokiej zawartości garbników są niechętnie zjadane przez ptaki. Liście przebarwione jesienią odpadają w październiku i na początku listopada. Pędy zachowują żywotność przez 9–25 lat (maksymalnie do 50).

### Cechy fitochemiczne
Kora kaliny koralowej zawiera pochodne kumaryny (skopoletynę i eskuletynę), flawonoidy (astragalinę, kempferol, kwercetynę), fitosterole (systosterol), irydoidy, garbniki (garbniki katechinowe stanowią 2,3% surowca), żywicę (do 6,5%), triterpeny (np. β-amarynę), kwasy organiczne (izowalerianowy, octowy, masłowy, kapronowy, mrówkowy, linolowy, cerotynowy, palmitynowy), fenolokwasy, olejek eteryczny (do 0,3%), witaminę K. W korze stwierdzono także obecność związku o słabym działaniu cytotoksycznym o nazwie p-ksylilenodwucyjanid. W różnych częściach rośliny występuje glikozyd o gorzkim smaku zwany wiburniną. W owocach znajdują się saponiny, węglowodany (do 30%–32%), garbniki (do 3%), pektyny (według różnych źródeł od 0,5% do 5%), kwasy organiczne (m.in. kwas octowy), karotenoidy, witamina C (18–81, rzadko ponad 100 mg na 100 g), P, E i kwas foliowy (witamina B9). Z substancji mineralnych w owocach stwierdzono: Na, K, Ca, Mg, P, Fe (do 5 mg na 100 g). Za specyficzny zapach owoców odpowiada zawarty w nich w niewielkich ilościach kwas walerianowy i jego pochodne. Owoce mają smak określany jako „słodko-cierpko-gorzki”. Wyraźna goryczka owoców zanika jednak po przemrożeniu i pod wpływem wysokiej temperatury.
Roślina trującaNa zawarte w owocach trujące saponiny wrażliwe są małe dzieci, także bydło i konie, przy czym objawy zatrucia występują tylko po spożyciu dużych ilości owoców. Według niektórych autorów także kora i liście są lekko trujące. Objawami zatrucia jest rozszerzenie źrenic oraz ostry nieżyt przewodu pokarmowego z mdłościami, wymiotami, ewentualnie biegunką. W skrajnych przypadkach dochodzą do tego zaburzenia świadomości i rytmu serca, duszności, zaburzenia mowy, pojawienie się krwi w moczu w wyniku uszkodzenia nerek, w końcu nawet utrata przytomności i śmierć. Zwykle jednak zatrucia kaliną mają łagodny przebieg. Według niektórych autorów owoce po przetworzeniu, zwłaszcza po przegotowaniu, są nieszkodliwe i nadają się do spożycia.

### Genetyka
Liczba chromosomów 2n=18.

## Ekologia
SiedliskoKalina koralowa rośnie w wilgotnych lub przynajmniej świeżych lasach i zaroślach, zarówno w podszycie, jak i na skrajach. Często w łęgach wzdłuż rzek, strumieni i nad brzegami jezior, także w grądach i rzadziej w olsach, nierzadko na brzegach śródleśnych i podleśnych torfowisk niskich, w zaroślowych zbiorowiskach ekotonowych. Spotykana jest też pod okapem drzewostanów mieszanych i sosnowych posadzonych na żyznych i świeżych siedliskach lasowych. Na stanowiskach nasłonecznionych lepiej kwitnie i owocuje. Występuje na niżu, w górach po regiel dolny. Najwyższe jej stanowisko w Polsce znajduje się w Bieszczadach na Bukowym Berdzie. Jest odporna na mróz (znosi dobrze mrozy do –25 °C) i ocienienie. W warunkach naturalnych rośnie zwykle na glebach próchnicznych, żyznych, zasobnych w węglan wapnia, o odczynie obojętnym, w miejscach o wysokim poziomie wód gruntowych. Jest gatunkiem wskaźnikowym wysokiej wilgotności, tolerancyjnym wobec zasolenia, odpornym na zapylenie i zanieczyszczenie powietrza.
FitosocjologiaGatunek charakterystyczny dla zaroślowych zbiorowisk otulinowych ze związku (All.) Pruno-Rubion fruticosi, w których kalina koralowa znajduje optimum rozwojowe (intensywnie kwitnie i owocuje). Poza tym rośnie często w zbiorowiskach z klas (Cl.) Querco-Fagetea i Alnetea glutinosae.
Znaczenie dla zwierzątWśród gałęzi kaliny często wiją swoje gniazda słowiki. Owoce spożywają najczęściej drozdy, rudziki (te gatunki mają udział w rozsiewaniu nasion), poza tym 20 innych gatunków (m.in. piegża, pokrzewka cierniówka, sroka zwyczajna, muchołówka szara). Żywią się nimi także wspinające się po pędach gryzonie. Kalina koralowa dostarcza pokarmu 17 gatunkom owadów, m.in. larwom chronionego motyla przeplatki maturna. Jej kwiaty odwiedzają m.in. pszczolinki, muchówki, grzebacze, złotolitki, bzygowate, kózkowate. Korą, pędami, liśćmi i owocami żywi się 11 gatunków ssaków (m.in. nornik bury, bóbr, kuna leśna).

## Systematyka i zmienność

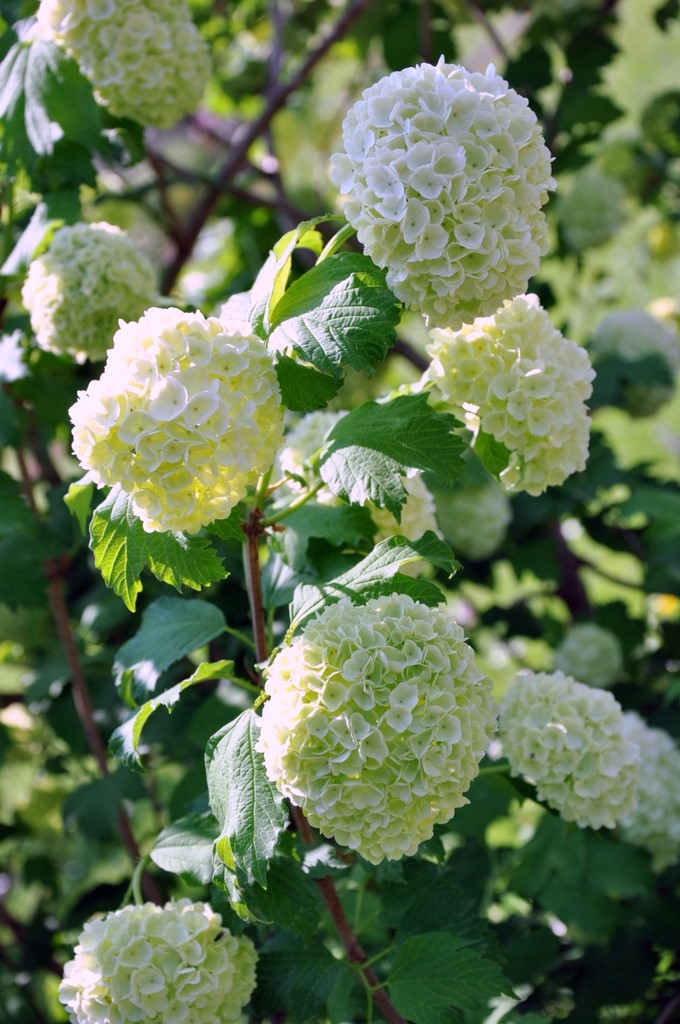
Kuliste kwiatostany odmiany buldeneż

### Pozycja systematyczna
Kalina koralowa wchodzi w skład sekcji Opulus w obrębie rodzaju kalina (Viburnum). Do sekcji zalicza się 3 lub 5 gatunków w zależności od ujęcia taksonów dalej tu opisanych jako odmiany geograficzne Viburnum opulus (zgodnie z ujęciem GRIN). Poza nimi należy tu także wschodnioazjatycka Viburnum koreanum Nakai i północnoamerykańska Viburnum edule (Michx.) Raf. Cała sekcja ma dobrze potwierdzony badaniami charakter monofiletyczny. Stanowi klad bazalny jednego z dwóch głównych kladów w obrębie rodzaju, obejmującego poza sekcją Opulus także sekcje Odontotinus, Oreinotinus, Tinus i Megalotinus.
Rodzaj Viburnum stanowi z kolei klad bazalny w obrębie rodziny piżmaczkowatych (Adoxaceae), więc zgodnie z regułami taksonomicznymi może być wyodrębniany jako rodzina siostrzana dla pozostałych rodzajów (jako monotypowa rodzina kalinowatych Viburnaceae). W świetle obecnej wiedzy o filogenezie błędem jest natomiast włączanie go do przewiertniowatych (Caprifoliaceae), stanowiących odrębną linię rozwojową w obrębie rzędu szczeciowców (Dipsacales).

### Odmiany geograficzne
Poza odmianą typową znane są dwie odmiany geograficzne, często traktowane jak odrębne gatunki. Są taksonami zastępczymi o bardzo podobnych wymaganiach siedliskowych i podobnym wyglądzie – mają sezonowe, klapowane liście, kwiaty płonne na brzegu kwiatostanu, czerwone, kuliste owoce z płaską pestką.
- Odmiana Sargenta V. opulus L. var. sargentii (Koehne) Takeda (syn. kalina Sargenta V. sargentii Koehne, V. opulus var. calvescens (Rehder) H. Hara[3]) – występuje na Dalekim Wschodzie. Wyróżnia się długo wyciągniętymi końcami szczytów klap liści. W uprawie spotyka się kultywar ‘Onondaga’ uzyskany w United States National Arboretum w Waszyngtonie w 1959. Odmiana ta ma kontrastująco zabarwione kwiaty – płodne kwiaty wewnątrz kwiatostanu są czerwone, podczas gdy zewnętrzne kwiaty płonne są białe lub lekko zaróżowione[49].
- Odmiana amerykańska V. opulus L. var. americanum Aiton (syn. kalina amerykańska V. americanum auct. non Mill., V. trilobum Marshall[3]) – występuje w Ameryce Północnej. Takson bardzo podobny do euroazjatyckiej odmiany typowej, bez wyraźnych różnic diagnostycznych (jako taką wskazuje się obecność u odmiany typowej cieńszych i szybko zanikających przylistków). Odmiana północnoamerykańska jest bardziej mrozoodporna od pozostałych, rzadziej atakowana jest przez mszyce, liście mają bardziej intensywne kolory jesienią, a jej owoce są mniej gorzkie[50].

### Odmiany uprawne
Wyróżnia się następujące kultywary odmiany euroazjatyckiej:
- odmiany z kulistymi kwiatostanami:
  - V. opulus ‘Roseum’ (syn. V. opulus var. sterile DC, V. opulus var. roseum L.) – odmiana płonna, buldeneż (fr. boule de neige – śnieżna kula). Pokrój jak u formy typowej, wyróżnia się tworzeniem wyłącznie kwiatów płonnych zebranych w duże, kuliste i zwisające kwiatostany. Kwiaty są barwy białej (czasem przekwitające różowieją), rozwijają się w maju, nieco wcześniej niż w odmianie typowej. Jesienią roślina ozdobna z powodu ciemnopurpurowej barwy liści. Starsze okazy mogą ogałacać się od dołu, jeśli rosną w zbyt dużym zwarciu, poza tym odmiana łatwo uszkadzana jest przez owady. Krzew zalecany do parków sztucznych, rzadziej stosowany w założeniach krajobrazowych[17][51]. Najlepiej rośnie i kwitnie w miejscach o dobrym dostępie do światła. Odmiana ta znana jest już od XVI wieku[13].
  - V. opulus ‘Pink Sensation’ – bardzo podobna do ‘Roseum’, ma kwiaty różowo nabiegłe[52].
- odmiany karłowe:
  - V. opulus ‘Compactum’ – zwarty, gęsty pokrój przy wysokości do 1,5 m (1,2 m[7]) i szerokości do 2 m[53] (1,5 m[7]), obficie kwitnie i owocuje[52],
  - V. opulus ‘Nanum’ – do 0,6 m wysokości, gęsto ugałęzione, drobne liście[13][51], nie kwitnie[9] lub bardzo rzadko[52][7],
- odmiany o barwnych liściach:
  - V. opulus ‘Aureum’ – liście młode brązowe, starsze złociste[51], według niektórych źródeł młode liście żółte (jasnożółte[7]), a starsze zielone[54] (żółtozielone[7]), wymaga miejsc słonecznych[9], ale nie pełnego słońca[7], osiąga 1/3 wzrostu i rozłożystości formy typowej[7],
  - V. opulus ‘Kristy D.’ – liście pstre z fragmentami blaszki zabarwionymi na kolor bladoróżowy[54],
- odmiany o odmiennie zabarwionych owocach:
  - V. opulus ‘Xanthocarpum’ – owoce żółte, przezroczyste[52],
  - V. opulus ‘Fructuluteo’ – owoce żółte z różowym rumieńcem[7],
- odmiany o innych cechach:
  - V. opulus ‘Notcutt’ – silnie rosnąca odmiana z wielkimi, czerwonymi owocami i liśćmi przebarwiającymi się jesienią na kolor czerwono-brązowy[55].

W Rosji w uprawie znajdują się poza tym odmiany o owocach słodkich, pozbawionych goryczy.

## Nazewnictwo
Nazwa „kalina” jest tak rozpowszechniona w języku polskim, że w zasadzie nie istnieją inne określenia. O odległej genezie nazwy świadczy zresztą to, że w większości języków słowiańskich brzmi tak samo. Krzew nazywany po prostu „kaliną”, dopiero w drugiej połowie XIX wieku, w miarę upowszechniania się nazw zwyczajowych naśladujących binominalne nazwy naukowe określana zaczęła być „kaliną zwyczajną” (w przeciwieństwie do „kaliny hordowiny” wcześniej znanej jako „hordowina”), a od początków XX wieku „kaliną koralową”.
Rodzajowa nazwa naukowa (Viburnum), nadana formalnie przez Karola Linneusza w 1753 roku, wzięta została ze starożytnej łaciny. Prawdopodobnie wspominanym (m.in. przez Wergiliusza) krzewem o nazwie Viburnum była właśnie kalina (choć pewnie inny gatunek – kalina wawrzynowata lub hordowina). Nazwa gatunkowa opulus po raz pierwszy zastosowana została przez Josepha Tourneforta i zaakceptowana przez Linneusza. Słowo to znów genezę swą wywodzi z rzymskiej nazwy rośliny, w tym wypadku oznaczającej klon włoski (Acer opalus, syn. A. opulus). Nazwa została zastosowana w odniesieniu do kaliny koralowej ze względu na podobieństwo jej liści do klonu.

## Zagrożenia i ochrona
Roślina była objęta w Polsce częściową ochroną gatunkową od 1983 roku do października 2014 roku. Ochrona wprowadzona została wobec kaliny, mimo jej szerokiego rozpowszechnienia, w związku z potrzebą racjonalizacji jej pozyskania jako rośliny leczniczej. Współcześnie zwraca się uwagę na to, że przy braku możliwości zajmowania przez ten gatunek siedlisk przekształconych silnie przez człowieka (nie jest apofitem), zagrożeniem dla jego zasobów jest osuszanie wilgotnych terenów, wylesianie obszarów, na których występuje, przebudowa drzewostanów, zręby zupełne i w końcu zbiór do celów leczniczych. Liczne stanowiska kaliny chronione są w parkach narodowych i rezerwatach przyrody. Dodatkowo znaczna część jej stanowisk znajduje się w siedliskach przyrodniczych (lasy grądowe i łęgowe) stanowiących przedmiot ochrony sieci Natura 2000.
Obecny stan zasobów gatunku oceniany jest jako stabilny, nie pojawia się on ani na krajowych, ani na regionalnych czerwonych księgach gatunków zagrożonych.

## Zastosowanie

### Roślina ozdobna

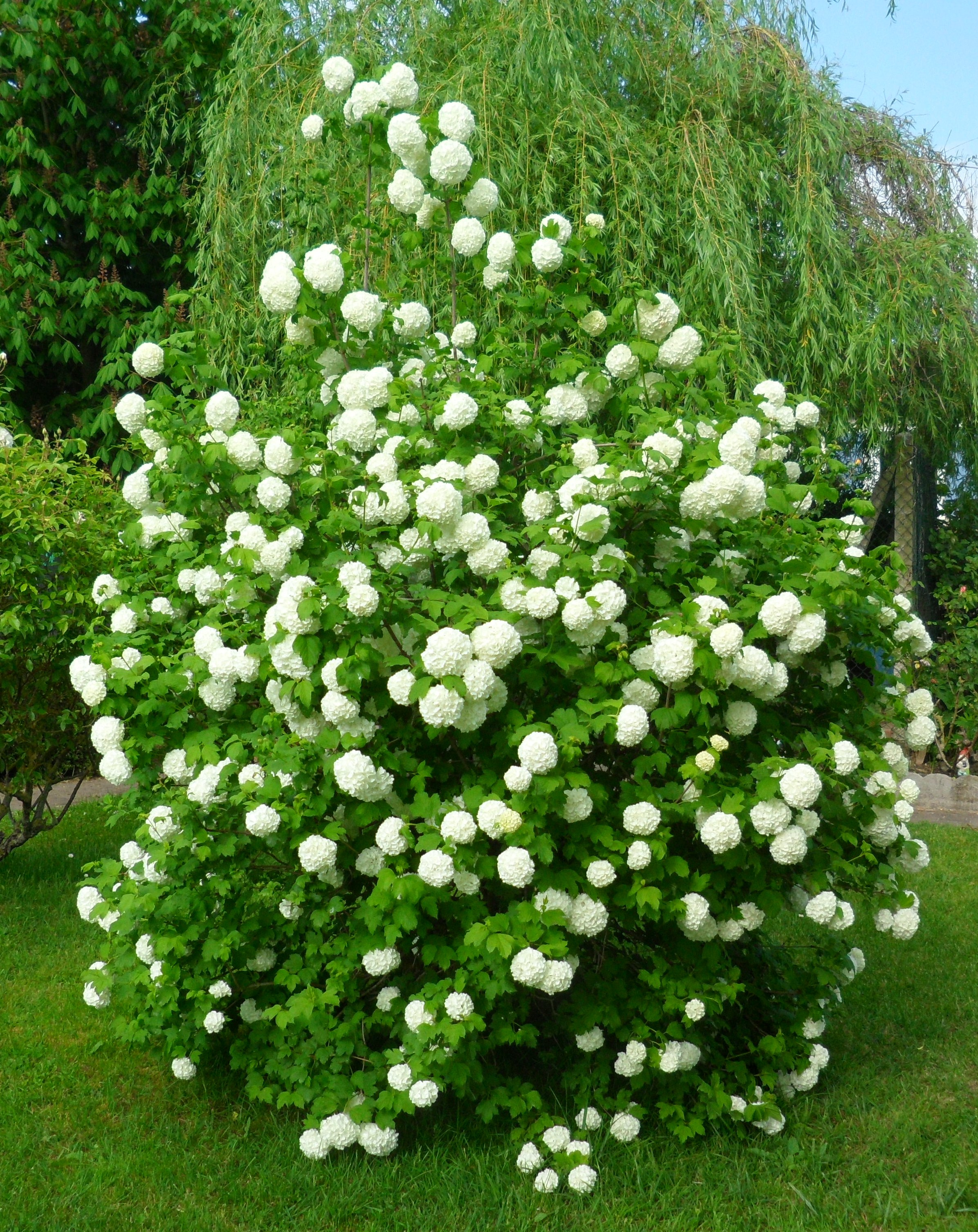
Krzew odmiany płonnej w całej okazałości podczas kwitnienia

Kalina koralowa uprawiana jest jako roślina ozdobna głównie w parkach i zadrzewieniach krajobrazowych. Ceniona jest ze względu na efektowne kwitnienie, długo utrzymujące się i barwne owoce oraz intensywnie przebarwiające się jesienią liście. Sadzona jest w miejscach wilgotnych i nad wodami w nasadzeniach naturalistycznych. Kilka wyraźnie różniących się sposobem wzrostu odmian uprawnych pozwala na różne ich zastosowanie, w tym na nieformalne żywopłoty, nasadzenia grupowe i w formie soliterów.

### Roślina lecznicza

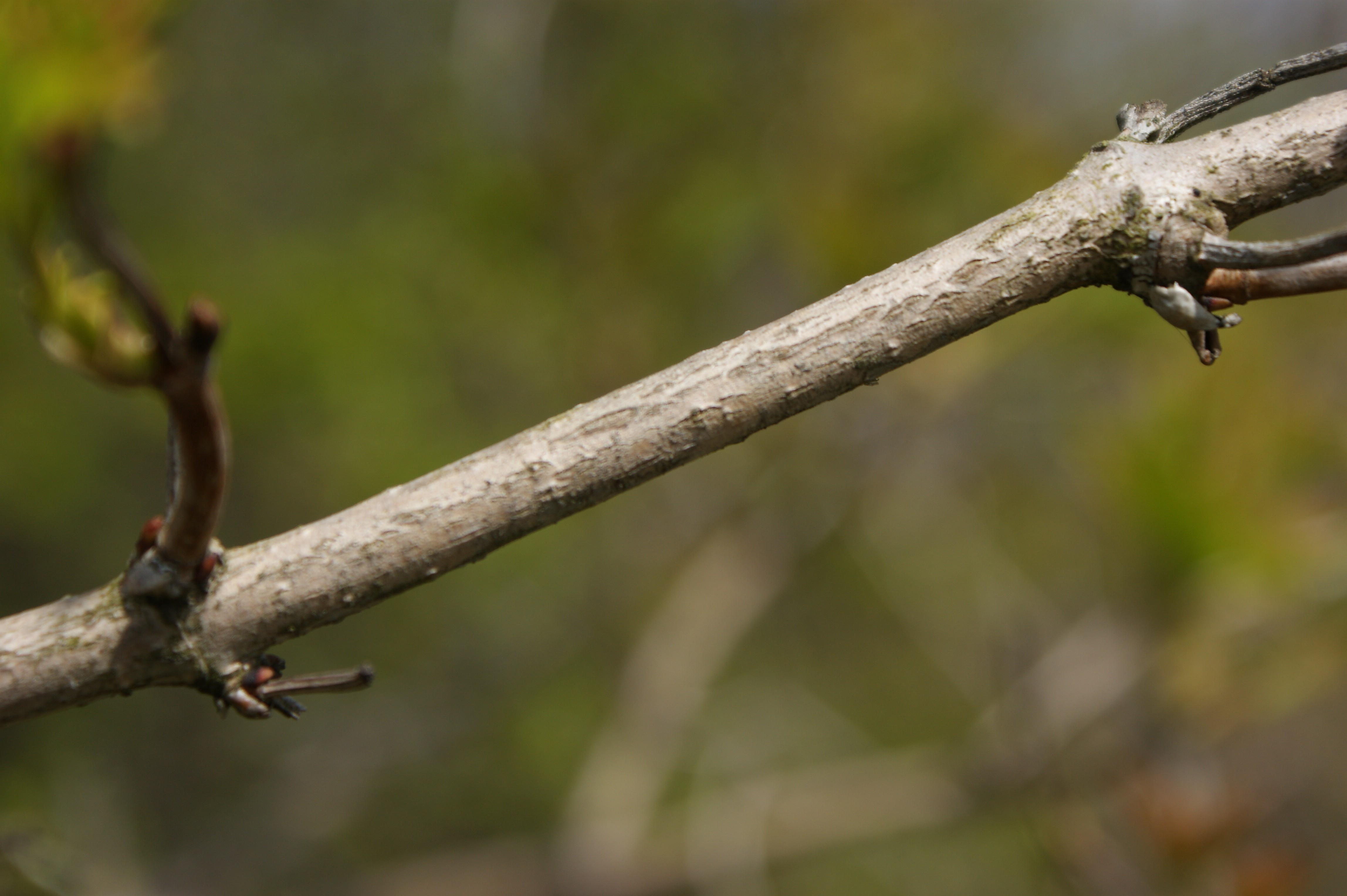
Kora z takich 3-letnich gałązek stanowi surowiec zielarski

HistoriaRoślina była znana i stosowana jako lecznicza już w starożytności. Właściwości przeciwskurczowe odkryte niezależnie i wykorzystywane były w medycynie ludowej zarówno w Europie, na Dalekim Wschodzie, jak i w Ameryce Północnej. W czasach nowożytnych początkowo sprowadzano do celów leczniczych korę kaliny śliwolistnej (V. prunifolium) z Ameryki Północnej. Dopiero w XIX wieku pojawiły się naukowe opracowania wskazujące na lecznicze właściwości kaliny koralowej. W 1858 w Rosji była zalecana jako środek przeciwrakowy, w 1882 zalecano sporządzanie z liści leku przeciw dusznicy bolesnej i dopiero w 1928 stwierdzono, że kalina koralowa nie ustępuje w działaniu śliwolistnej. Równocześnie i wcześniej kalina koralowa stosowana była do celów leczniczych w medycynie ludowej. W XVIII wieku Remigiusz Ładowski w „Historii naturalnej królestwa polskiego” pisał, że na Litwie zbierają na zimę kaliny wiązkami i używają na różne lekarstwa. W całej Polsce napar z liści i owoców stosowano przeciw zapaleniu gardła, z owoców sporządzano „przeczyszczające powidełka”, a wywar z kory wcierany w głowę miał utrzymać lub przywrócić bujność czuprynie. W rejonie Olkusza owoce zalecano spożywać dzieciom przy robaczycy, a górale w rejonie Czarnego Dunajca pili odwar z owoców przy zimnicy.
Surowiec zielarskiKora (Cortex Viburni) z 2–3-letnich gałązek pozyskiwana jest wczesną wiosną, gdy łatwo odchodzi od drewna. Można ją pozyskiwać także późną jesienią, jednak wówczas trudniej zdjąć ją z pędów. Korę suszy się w temperaturze do 40 °C, w wyniku czego zwija się w rurki, z wierzchu popielate, w środku żółtawe z czerwonymi zaciekami, pozbawione zapachu lub o słabej, nieprzyjemnej woni, w smaku gorzkie i cierpkie. Dla uzyskania 1 kg surowca o wilgotności do 12% potrzeba 2,5 kg świeżej kory. Z kory wykonuje się odwar lub ekstrakt (Extractum viburnum opuli fluidum), będący polecaną formą stosowania. Poza tym stosuje się także owoce (Fructus Viburni opuli) i rzadko kwiaty (Flos Viburni opuli). W Rosji stosuje się w lecznictwie także odwar z korzeni.
DziałanieEkstrakty z kory mają właściwości przeciwskurczowe (zwłaszcza przy bolesnych skurczach macicy obserwuje się zwolnienie napięcia mięśniowego i zniesienie lub przynajmniej osłabienie bolesności), uspokajające, przeciwbólowe i przeciwkrwotoczne (w niektórych źródłach zawężane do narządów rodnych). Największe zastosowanie ma u kobiet i dlatego kalina bywa nazywana lekiem kobiecym. Łagodzi dolegliwości menstruacji. Zapobiega również poronieniom, krwawieniom związanym z klimakterium, kurczom nóg podczas ciąży, niepowstrzymanym wymiotom ciężarnych i zaburzeniom nerwowym w czasie ciąży. Owoce działają z kolei lekko moczopędnie i wzmacniają mięsień sercowy. Przetwory z nich stosowane są przy przeziębieniach, skurczach jelit i żylakach odbytu oraz innych krwawieniach wewnętrznych i z nosa. 10–20% rozwory soku stosowane są przy leczeniu chorób skóry. Odwarem z korzeni leczy się skazę limfatyczną, drgawki, histerię, bezsenność i astmę. Odwar z kwiatów poprawiać ma trawienie i zalecany jest w źródłach rosyjskich przy skurczach jelit, biegunkach, także jako środek wykrztuśny, napotny i pomocny w chorobach kobiecych. Dla wyciągów wodnych i alkoholowych z kory kaliny wykazano także słabe działanie cytotoksyczne. Wodne wyciągi z kory i owoców wykazują silne działanie antyoksydacyjne.
WeterynariaOdwary z kory stosowane są w leczeniu chorób narządów oddechowych zwierząt. Kora, a poza tym liście i owoce używane są do leczenia pryszczycy u bydła.
HomeopatiaNalewki z kaliny stosowane są w leczeniu kurczów, przy problemach zdrowotnych z organami płciowymi, zwłaszcza w chorobach kobiecych. Uważane są także za zapobiegające poronieniom.

### Roślina jadalna

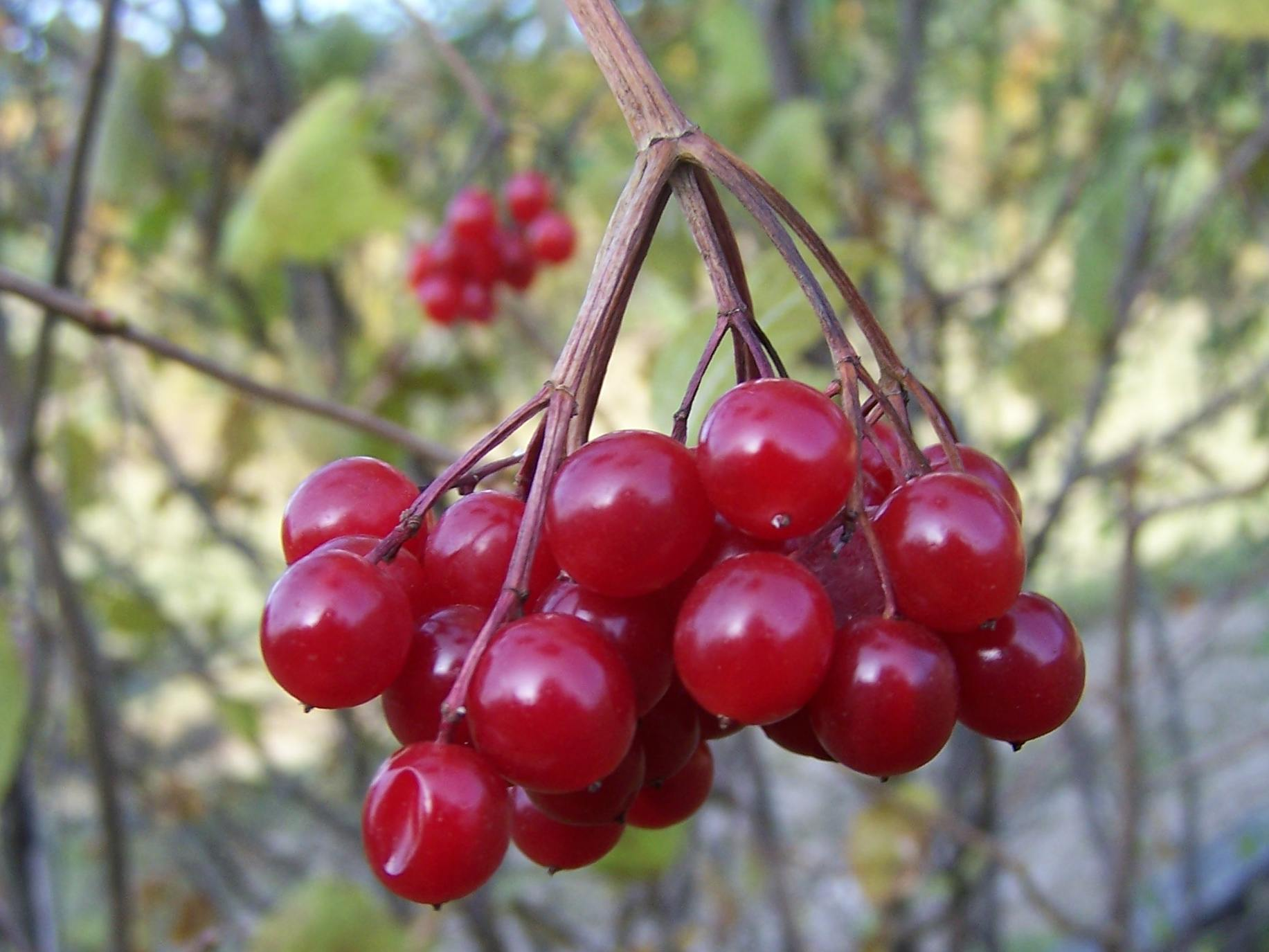
Owoce późną jesienią

Słabo trujące właściwości owoców najwyraźniej zanikają po działaniu pierwszych przymrozków lub pod wpływem wysokiej temperatury. Właśnie przemrożone już owoce w niektórych okolicach zbierane były do wyrobu syropów i konfitur. Przetwory te łączone z miodem stosowano bardziej jednak jako domowy lek łagodzący kaszel, aniżeli produkt spożywczy. Dzięki dużej zawartości pektyn owoce nadają się do przetworów galaretujących, mogą być także stosowane w przemyśle winiarskim i gorzelnianym. Nadają one delikatny, ale charakterystyczny smak, oceniany zwykle jednak jako niezbyt smaczny (porównywany jest do żurawin z gorzkim posmakiem). Zbiór i przetwarzanie owoców kaliny praktykowane są zwłaszcza w krajach byłego Związku Radzieckiego, gdzie owoce spożywa się na surowo lub w postaci kompotu, kisielu, galaretek, marmolad, nalewek i nadzienia do pierogów. Sokiem barwi się produkty spożywcze, a także używany jest on do wyrobu wódek i niskoalkoholowego napoju „Kalinka”. Sok z owoców rozwodniony w proporcji pół na pół z wodą po sfermentowaniu daje ocet, z którego można robić napoje orzeźwiające latem. Sok z owoców „Gilaboru” jest tradycyjnym napojem w środkowej Anatolii. Odmiana północnoamerykańska ma mniej gorzkie owoce i zbierane są one tuż przed dojrzeniem na przełomie sierpnia i września, po czym służą do wyrobu dżemów i galaretek. Pozyskanie i wykorzystanie kaliny w Ameryce Północnej nie miało i nie ma jednak znaczenia komercyjnego.

### Inne zastosowania

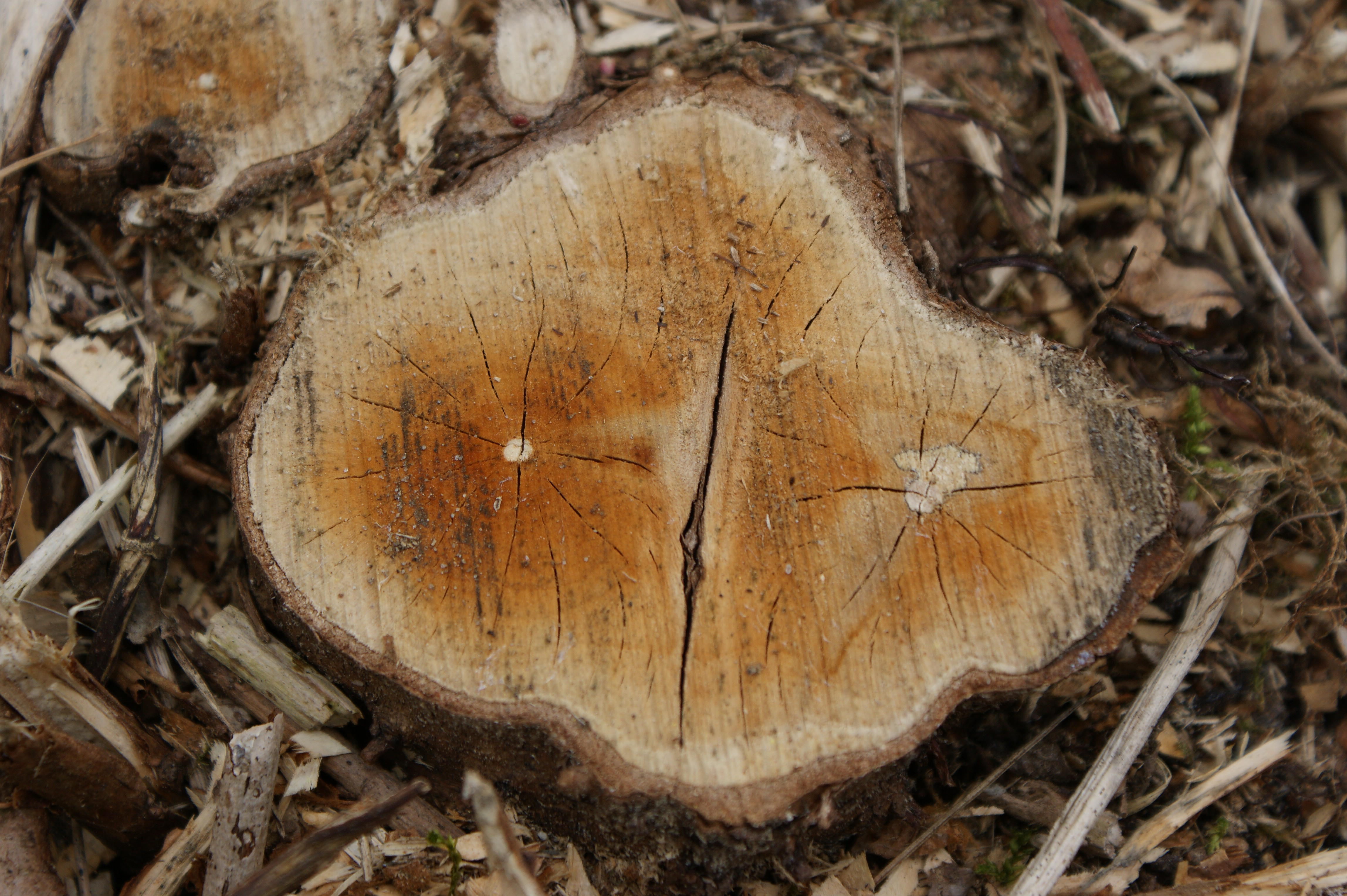
Przekrój pnia kaliny koralowej

- Owoce dostarczają czerwonego barwnika[70][26], a kora czarnozielonego, stosowanego do farbowania wełny[26].
- Kalina jest rośliną miododajną[33], choć pszczoły zbierają z niej zwykle tylko pyłek[71].
- W ogrodnictwie na kalinie koralowej szczepi się inne gatunki kalin, zwłaszcza zimozielone, silnie rosnące. W roli podkładek wykorzystuje się rośliny o grubości ołówka[17].
- Z pędów kaliny robi się lub robiło pręty, tyki[20] i strzały (strzały kalinowe znaleziono przy Ötzim zwanym „człowiekiem lodu”[72]).
- Drewno kaliny nie ma większego znaczenia użytkowego, nie nadaje się nawet na opał[62]. Wyjątkowo lub dawniej drewno to stosowane było do ozdoby instrumentu zwanego dzingulis, używanego podczas uroczystości weselnych na Litwie[73], w tokarstwie[8], przez szewców do wyrobu kołeczków i obcasów (na przełomie XVII i XVIII wieku)[74], ew. do wyrobu niewielkich przedmiotów rozmaitego zastosowania, zwłaszcza w Szwecji i Rosji[75].
- Kalina sadzona bywa w pasach zadrzewień śródpolnych, również w celach glebochronnych[8].

## Uprawa

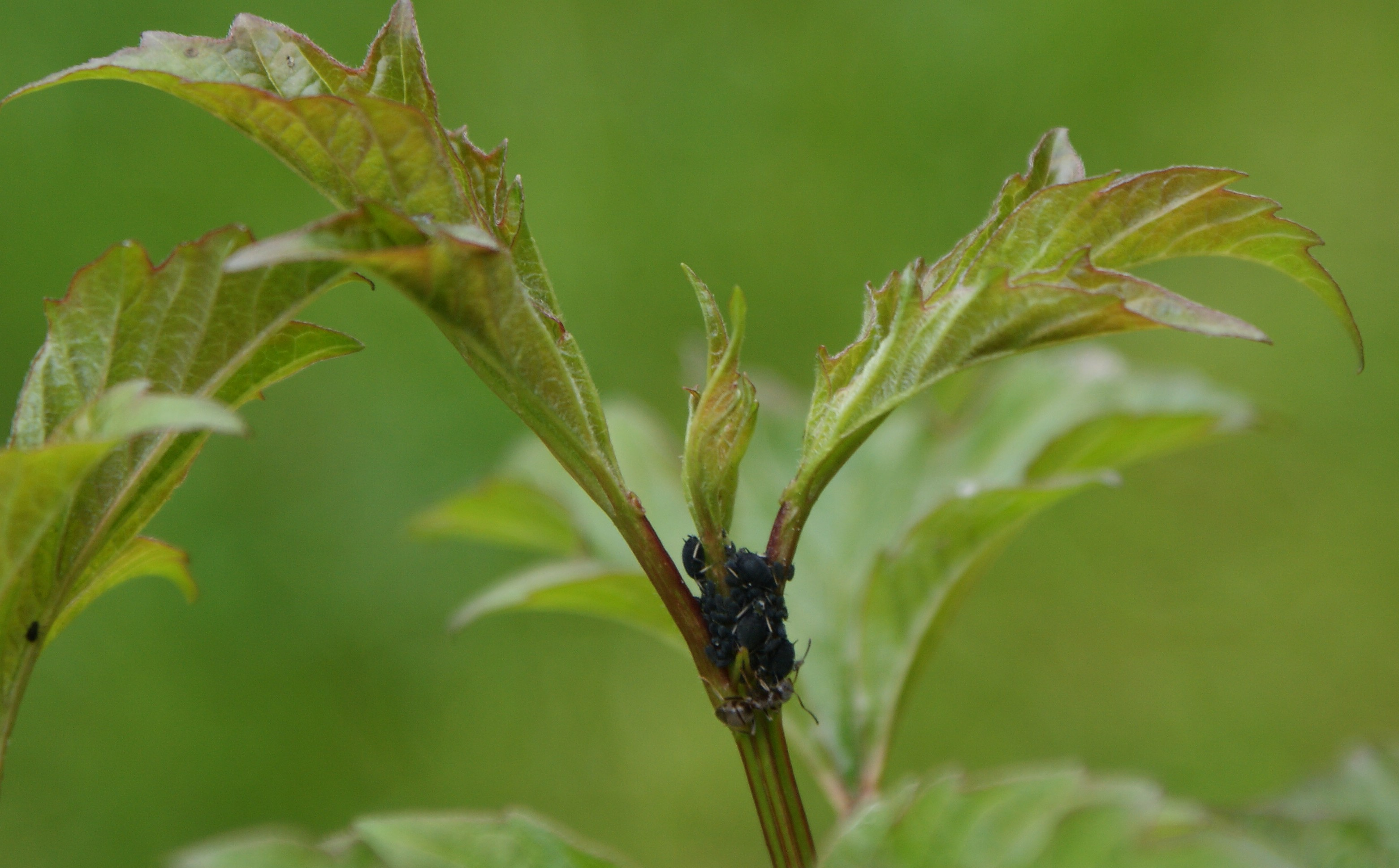
Czarne mszyce na młodym pędzie kaliny

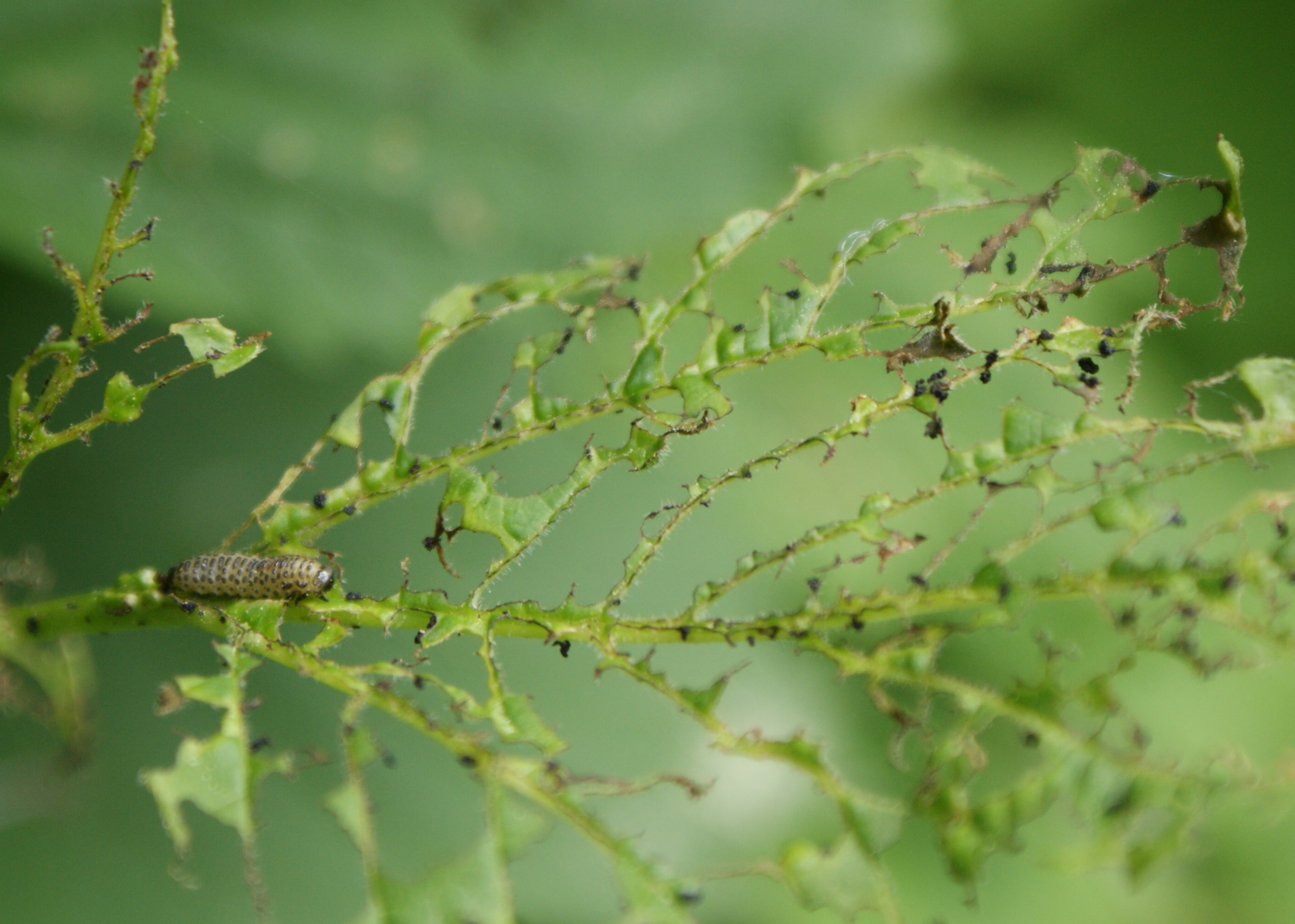
Liść kaliny zjedzony przez gąsienicę szarynki kalinówki

Gatunek jest uprawiany niemal wyłącznie jako roślina ozdobna. Surowiec zielarski i owoce do celów spożywczych pozyskuje się głównie z roślin dziko rosnących. W 1974 rozpoczęto uprawy plantacyjne kaliny w Związku Radzieckim. Były one rozpowszechnione na obszarze od Uralu i Kaukazu po Daleki Wschód. Współcześnie plantacje tego gatunku znajdują się jeszcze na Wyspach Sołowieckich, w okolicach miast Archangielsk, Kotłas, Solikamsk i Ussuryjsk. Uprawiane są liczne, wyhodowane w Rosji odmiany o owocach pozbawionych goryczy. Plon owoców z upraw wynosi według różnych źródeł ok. 4–8 lub 8–9 ton/ha, wyjątkowo do 16 ton/ha. Jeden krzew daje do 10, wyjątkowo nawet do 18 kg owoców.
WymaganiaKalina najlepiej rośnie na glebie świeżej i wilgotnej, nawet mokrej. Preferuje gleby żyzne, choć znosi też gleby słabsze, piaszczyste. Pod względem nasłonecznienia jest tolerancyjna – może być sadzona zarówno na stanowiskach zacienionych, jak i słonecznych. Dobrze rośnie w warunkach miejskich. Podczas zim nie przemarza, rosnąc w strefie mrozoodporności mieszczącej się w przedziale od 3 do 8.
PielęgnacjaKalina nie powinna być przycinana (pąki kwiatowe znajdują się na końcach pędów i ich skrócenie pozbawia kalinę największych walorów), co najwyżej może być przerzedzana co 4–5 lat, można też usuwać martwe lub nieforemne pędy. Ziemię przy krzewach należy odchwaszczać i co 3–4 lata nawozić obornikiem lub kompostem. W przypadku wyjątkowo długotrwałej suszy wskazane jest podlewanie.
RozmnażanieOdmiany ozdobne rozmnaża się z sadzonek zielnych lub zdrewniałych oraz przez odkłady i szczepienie (to ostatnie na sadzonkach kaliny koralowej typowej, zwłaszcza w celu uzyskania form wysokopiennych). Formę typową rozmnaża się także wegetatywnie lub przez siew. Nasiona po usunięciu owocni (jej zachowanie nie wpływa jednak opóźniająco na kiełkowanie) poddaje się rocznej stratyfikacji. Do obsiania 1 ara potrzeba 1–2 kg nasion. Nasiona przykrywa się warstwą 1–2 cm ziemi.
ZwalczanieNa obszarach, gdzie kalina jest gatunkiem inwazyjnym, jej zwalczanie jest kłopotliwe z powodu łatwości, z jaką tworzy ona odrośla. W celu uniknięcia powstawania odrostów zdziera się z pnia korę wraz z łykiem na długości ok. 10 cm, zachowując przy tym ksylem. Można też po ścięciu pnia posmarować go herbicydem, jednak przy tej metodzie należy kontrolować pojawianie się odrostów i kontynuować ich zwalczanie.
Choroby i szkodnikiRosnące w dobrych warunkach rośliny są odporne na choroby i nie są atakowane przez szkodniki. Rośliny słabsze, rosnące poza optymalnym siedliskiem (np. w miejscach suchych), są często atakowane przez mszyce (gł. burakową Aphis fabae, kalinową Aphis viburni i Ceruaphis eriophori), co objawia się zwijaniem i zniekształcaniem liści. Czarne mszyce i towarzyszące im mrówki mogą masowo występować na szczytach młodych pędów, psując wrażenia estetyczne. Na liściach żerują także larwy i osobniki dorosłe szarynki kalinówki (Galerucella viburni, syn. Pyrrhalta viburni, rodzina stonkowate) wygryzające blaszki liściowe, nierzadko do samych nerwów. Gatunek ten rodzimy dla Europy i Azji od drugiej połowy XX wieku stał się także poważnym szkodnikiem kalin północnoamerykańskich. Rośliny zaatakowane wymagają opryskiwania preparatami owadobójczymi. Liście bywają atakowane przez choroby grzybowe. Erysiphe sparsa (mączniaki prawdziwe Erysiphales) powoduje zaczerwienienie liści i ich zwijanie. Ascochyta viburni (Coelomycetes) powoduje powstawanie jasnych plam o średnicy ok. 1 cm z czerwonym obrzeżeniem. Efektem zarażenia Stigmina tinea (Dothideomycetes) są brązowe plamy widoczne po obu stronach blaszki liściowej.

## Znaczenie w kulturze i wierzeniach
Kalina zajmuje szczególne miejsce w tradycjach i sztuce Polaków i Słowian wschodnich, zwłaszcza Ukraińców, przez których uznana została za jeden z symboli Ukrainy. Jako symbol dziewictwa stała się obowiązkową ozdobą korowajów i rózg weselnych i częstym motywem pieśni weselnych. Kalina była także natchnieniem dla poetów i autorów różnych pieśni ludowych. W 1952 w cyklu „Pieśni kurpiowskie” Kazimierz Sikorski jedną z nich poświęcił „Kalinie”. Teofil Lenartowicz napisał poświęcony jej wiersz pt. „Kalina” odnosząc się m.in. cyklu rozwoju tego gatunku w kolejnych porach roku i typowych miejsc występowania. Do wiersza tego muzykę skomponował Ignacy Komorowski, na którego nagrobku na warszawskich Powązkach wykuto napis „Śpiewakowi Kaliny ziomkowie”.

Rosła kalina z liściem szerokim,

nad modrym w gaju rosła potokiem,

W dawnej pieśni galicyjskiej także znajduje się trafne odwołanie do preferencji siedliskowych:

Ty pójdziesz górą, ty pójdziesz górą, a ja doliną.

Ty zakwitniesz różą, ty zakwitniesz różą, a ja kaliną

Często motyw kaliny, zwykle oznaczający młodą dziewczynę, pojawia się w twórczości Juliusza Słowackiego. W samej „Balladynie” kalina pięciokrotnie jest wzmiankowana, pojawia się też w poemacie „Beniowski”:

Oj! nakarmiła się gorzką kaliną!(...)

Cóż? oszukana – ha? kwiatku kaliny,(...)

A czerwieniéjesz teraz jak kalina.

Do najpopularniejszych ludowych pieśni rosyjskich należy „Kalinka”, w której mowa o dziewczęciu przyrównywanym do jagody.
Na Podlasiu kalinę sadzono na grobach dziewcząt i młodzieńców, jako symbol czystości i smutku, przy czym wyrosłe tak krzewy były niemal nietykalne. Złamanie lub wykopanie takiego krzewu stanowić miało ciężki grzech, który miał się zemścić na sprawcy. Już samo wąchanie kwiatów kaliny na cmentarzu miało powodować utratę węchu. W Małopolsce gałązki kaliny z owocami wchodziły w skład bukietów święconych 15 sierpnia podczas Święta Matki Boskiej Zielnej.
Kalina oznaczająca młodą dziewczynę pojawia się też w jednym z przysłów zebranych przez Samuela Adalberga, wypowiadanego w szczególnej sytuacji po śmierci starej żony...

Pan Bóg za glinę, ja za kalinę.
Kalina zagrała ważną rolę w dziesiątym odcinku polskiego serialu z 1981 roku pt. „Jan Serce”. Główny bohater z poświęceniem poszukuje krzewu kaliny, której owoce mają uzdrowić jego chorą matkę. W odcinku tym poznaje też swoją miłość noszącą imię nomen omen Kalina. Uznawany za najlepszy w dorobku Wasilija Szukszyna film z 1973 nosi tytuł „Kalina czerwona”.